# Homegrown (musikalbum av Rootvälta)
Homegrown är det fjärde studioalbumet av den svenska reggaegruppen Rootvälta.

## Låtlista
1. "Beslutsdjungeln" - 3:52
2. "Murderer" - 4:04
3. "Rötterna regerar" - 3:20
4. "Krav" - 3:27
5. "I lagens namn" - 4:43
6. "Kaffe" - 3:17
7. "Higher Ground" - 5:18
8. "Dekadens" - 3:56
9. "De första stegen" - 4:10
10. "Keep the Fire Burning" - 4:38
11. "Hem" - 4:04
12. "Mer kärlek" - 4:18
13. "Far Away" - 4:24
14. "Revolution" - 5:25